# Salernitana Sport 1990-1991
Questa pagina raccoglie i dati riguardanti la Salernitana Sport nelle competizioni ufficiali della stagione 1990-1991.

## Stagione
Nella stagione 1990-1991 la Salernitana salita di categoria, disputa il campionato di Serie B dopo 23 anni, e lo gioca nel nuovo Stadio Arechi, ancora provvisoriamente sprovvisto di curve; verrà inaugurato ufficialmente il 1º maggio 1991, quando sarà intitolato ad Arechi II, principe longobardo in occasione della gara Italia-Ungheria conclusasi 3-1. Resta affidata al tecnico Giancarlo Ansaloni l'allenatore che l'ha riportata in Serie B.
In Coppa Italia la Salernitana esce di scena già al primo turno, eliminata nel doppio confronto dal Brescia, e anche in campionato le cose vanno maluccio, perché alla squadra manca una vera punta. Al termine del girone di andata la compagine granata ha ottenuto 19 punti in 19 partite, nel girone di ritorno resta sempre in corsa per la salvezza. A inizio marzo, dopo un pareggio nel derby interno contro l'Avellino, il presidente Giuseppe Soglia, come già nella scorsa stagione, rassegna nuovamente le dimissioni, lasciando la gestione al vice Claudio Virno Lamberti. Nelle ultime tre giornate la Salernitana ottiene due vittorie ed un pareggio, riuscendo ad agganciare il gruppetto delle quart'ultime, che porta allo spareggio salvezza.
Per la prima volta nella storia della Serie B a 20 squadre, 36 punti non sono sufficienti a garantire la salvezza: infatti sono ben 5 le squadre che chiudono il torneo cadetto con 36 punti. Allo spareggio per non retrocedere giungono Cosenza e Salernitana, visto che Pescara, Modena ed Avellino si sono salvate grazie alla classifica avulsa, che tiene conto del maggior numero di punti, e della miglior differenza reti a parità di punti, conseguiti negli scontri diretti, tra le cinque squadre. Allo spareggio di Pescara del 26 giugno 1991 i campani sono battuti (1-0) dal Cosenza, dopo i tempi supplementari, sancendo la fine dell'esperienza cadetta dopo un solo anno. La Salernitana retrocede in Serie C1 con Reggina, Triestina e Barletta.
Da notare che con gli attaccanti dalle polveri bagnate, è toccato al centrocampista Daniele Pasa di risultare a fine campionato il miglior marcatore della squadra granata con 12 reti segnate, con una spiccata abilità nei calci piazzati.
Degno di menzione anche il portiere pararigori Massimo Battara, capace di neutralizzare ben 5 tiri dal dischetto.

## Organigramma societario
Area Direttiva
- Presidente: Giuseppe Soglia da aprile Claudio Virno Lamberti
- Direttore generale: comm. Franco Manni
- Segretario Generale: dott. Giuseppe Iodice
- Medico sociale: dott. Claudio Trombetti

- Allenatore: Giancarlo Ansaloni
- Secondo allenatore: Stefano Agresti
- Preparatore atletico: prof. Antonio Perugino
- Massaggiatore: Eugenio Marinucci

## Divise e sponsor
Lo sponsor tecnico per la stagione 1990-1991 è ABM, mentre lo sponsor ufficiale è Antonio Amato. La prima maglia è granata con pantaloncini neri, mentre la seconda è bianca con pantaloncini granata chiaro.
| Casa | Trasferta |

## Rosa
| N. |                   | Ruolo | Calciatore           |
| -- | ----------------- | ----- | -------------------- |
|    | Italia (bandiera) | P     | Massimo Battara      |
|    | Italia (bandiera) | P     | Matteo Mancuso       |
|    | Italia (bandiera) | D     | Giampaolo Ceramicola |
|    | Italia (bandiera) | D     | Antonio Ciraci       |
|    | Italia (bandiera) | D     | Carmine Della Pietra |
|    | Italia (bandiera) | D     | Giuseppe Di Sarno    |
|    | Italia (bandiera) | D     | Ciro Ferrara         |
|    | Italia (bandiera) | D     | Mark Iuliano         |
|    | Italia (bandiera) | D     | Claudio Lombardo     |
|    | Italia (bandiera) | D     | Vincenzo Rodia       |
|    | Italia (bandiera) | C     | Michele Amato        |

| N. |                   | Ruolo | Calciatore                  |
| -- | ----------------- | ----- | --------------------------- |
|    | Italia (bandiera) | C     | Giuseppe Donatelli          |
|    | Italia (bandiera) | C     | Gian Piero Gasperini        |
|    | Italia (bandiera) | C     | Corrado Urbano              |
|    | Italia (bandiera) | C     | Daniele Pasa                |
|    | Italia (bandiera) | C     | Marco Pecoraro Scanio       |
|    | Italia (bandiera) | A     | Eupremio Carruezzo          |
|    | Italia (bandiera) | A     | Fabio Fratena               |
|    | Italia (bandiera) | A     | Nicola Martini              |
|    | Italia (bandiera) | A     | Adelino Zennaro             |
|    | Italia (bandiera) | A     | Francesco Antonio Pisicchio |
|    | Italia (bandiera) | D     | Carmine Pignataro           |
|    | Italia (bandiera) | A     | Enrico Gallo                |

## Risultati

### Serie B

#### Girone di andata
| Salerno 9 settembre 1990 1ª giornata | Salernitana       | 0 – 0 | Padova | Stadio Arechi\| Arbitro: \| Mughetti (Cesena) \| |
| Arbitro:                             | Mughetti (Cesena) |       |        |                                                  |

| Arbitro: | Bazzoli (Merano) |

|          |           |               |
| Ganz 55’ | Marcatori | 17’, 56’ Pasa |

| Arbitro: | Frigerio (Milano) |

|            |           |             |
| Martini 7’ | Marcatori | 64’ Sensini |

| Arbitro: | Monni (Sassari) |

|             |           |          |
| Monelli 56’ | Marcatori | 65’ Pasa |

| Avellino 7 ottobre 1990 5ª giornata | Avellino         | 0 – 0 | Salernitana | Stadio Partenio\| Arbitro: \| Lanese (Messina) \| |
| Arbitro:                            | Lanese (Messina) |       |             |                                                   |

| Salerno 14 ottobre 1990 6ª giornata | Salernitana                   | 0 – 0 | Cremonese | Stadio Arechi\| Arbitro: \| Boemo (Cervignano del Friuli) \| |
| Arbitro:                            | Boemo (Cervignano del Friuli) |       |           |                                                              |

| Arbitro: | Felicani (Bologna) |

|              |           |          |
| Simonini 49’ | Marcatori | 88’ Pasa |

| Arbitro: | Scaramuzza (Mestre) |

|               |           |  |
| Carruezzo 13’ | Marcatori |  |

| Arbitro: | Rosica (Roma) |

|               |           |  |
| Simonetta 65’ | Marcatori |  |

| Arbitro: | Chiesa (Livorno) |

|                             |           |                   |
| Pasa 3’ Pecoraro Scanio 65’ | Marcatori | 33’, 60’ Pistella |

| Salerno 18 novembre 1990 11ª giornata | Salernitana         | 0 – 0 | Messina | Stadio Arechi\| Arbitro: \| F. Baldas (Trieste) \| |
| Arbitro:                              | F. Baldas (Trieste) |       |         |                                                    |

| Arbitro: | Boemo (Cervignano del Friuli) |

|                    |           |          |
| Zannoni 40’ (rig.) | Marcatori | 59’ Pasa |

| Arbitro: | Trentalange (Torino) |

|               |           |            |
| Ceramicola 9’ | Marcatori | 8’ Bonaldi |

| Arbitro: | Frigerio (Milano) |

|                                       |           |  |
| Porro 21’ Baiano 28’, 71’ Signori 89’ | Marcatori |  |

| Reggio Emilia 16 dicembre 1990 15ª giornata | Reggiana            | 0 – 0 | Salernitana | Stadio Mirabello\| Arbitro: \| Scaramuzza (Mestre) \| |
| Arbitro:                                    | Scaramuzza (Mestre) |       |             |                                                       |

| Arbitro: | Bruni (Arezzo) |

|                            |           |               |
| Carruezzo 5’ Pisicchio 33’ | Marcatori | 36’ Scarafoni |

| Ascoli Piceno 6 gennaio 1991 17ª giornata | Ascoli          | 0 – 0 | Salernitana | Stadio Cino e Lillo Del Duca\| Arbitro: \| Cesari (Genova) \| |
| Arbitro:                                  | Cesari (Genova) |       |             |                                                               |

| Arbitro: | Lo Bello (Siracusa) |

|                        |           |                            |
| Pasa 29’ Carruezzo 43’ | Marcatori | 58’ Sotomayor 71’ Pusceddu |

| Arbitro: | Mughetti (Cesena) |

|               |           |  |
| F. Marino 37’ | Marcatori |  |

#### Girone di ritorno
| Arbitro: | F. Baldas (Trieste) |

|              |           |               |
| Di Livio 75’ | Marcatori | 11’ Pisicchio |

| Arbitro: | Iori (Parma) |

|                                   |           |  |
| Carruezzo 20’ Pecoraro Scanio 40’ | Marcatori |  |

| Arbitro: | Felicani (Bologna) |

|                        |           |  |
| Cavallo 30’ Mattei 55’ | Marcatori |  |

| Arbitro: | Bazzoli (Merano) |

|  |           |                                         |
|  | Marcatori | 45’ Martorella 68’ Edmar 88’ Caffarelli |

| Arbitro: | Nicchi (Arezzo) |

|                |           |                       |
| Ceramicola 55’ | Marcatori | 4’ (aut.) C. Lombardo |

| Arbitro: | Chiesa (Livorno) |

|                                   |           |                |
| Dezotti 23’ Ceramicola 58’ (aut.) | Marcatori | 73’ Ceramicola |

| Arbitro: | Dal Forno (Ivrea) |

|                                |           |  |
| Pasa 45’ (rig.) Ceramicola 72’ | Marcatori |  |

| Arbitro: | Fabricatore (Roma) |

|                                   |           |  |
| Lorenzini 18’ Bertarelli 28’, 45’ | Marcatori |  |

| Salerno 30 marzo 1991 28ª giornata | Salernitana      | 0 – 0 | Lucchese | Stadio Arechi\| Arbitro: \| Cardona (Milano) \| |
| Arbitro:                           | Cardona (Milano) |       |          |                                                 |

| Barletta 7 aprile 1991 29ª giornata | Barletta        | 0 – 0 | Salernitana | Stadio Comunale\| Arbitro: \| Bettin (Padova) \| |
| Arbitro:                            | Bettin (Padova) |       |             |                                                  |

| Arbitro: | Bazzoli (Merano) |

|            |           |                 |
| Protti 30’ | Marcatori | 47’ (rig.) Pasa |

| Salerno 28 aprile 1991 31ª giornata | Salernitana         | 0 – 0 | Taranto | Stadio Arechi\| Arbitro: \| Ceccarini (Livorno) \| |
| Arbitro:                            | Ceccarini (Livorno) |       |         |                                                    |

| Arbitro: | Rosica (Roma) |

|                                      |           |  |
| Bonaldi 32’ Cappellacci 68’ Bosi 78’ | Marcatori |  |

| Arbitro: | Bettin (Padova) |

|                 |           |            |
| Pasa 12’ (rig.) | Marcatori | 82’ Baiano |

| Arbitro: | Fabricatore (Roma) |

|          |           |                |
| Pasa 85’ | Marcatori | 81’ D. Morello |

| Arbitro: | Cornieti (Forlì) |

|                                |           |                |
| Picci 33’ Scarafoni 75’ (rig.) | Marcatori | 12’ Ceramicola |

| Arbitro: | Longhi (Roma) |

|                      |           |               |
| Pasa 60’ Fratena 83’ | Marcatori | 84’ Cvetkovic |

| Verona 9 giugno 1991 37ª giornata | Verona           | 0 – 0 | Salernitana | Stadio Marcantonio Bentegodi\| Arbitro: \| Cardona (Milano) \| |
| Arbitro:                          | Cardona (Milano) |       |             |                                                                |

| Arbitro: | Luci (Firenze) |

|                             |           |  |
| Gasperini 19’ Carruezzo 30’ | Marcatori |  |

### Spareggio salvezza
| Arbitro: | Lanese (Messina) |

|             |           |  |
| Marulla 97’ | Marcatori |  |

### Coppa Italia

#### Primo turno
| Brescia 26 agosto 1990 Andata | Brescia                       | 0 – 0 | Salernitana | Stadio Mario Rigamonti\| Arbitro: \| Boemo (Cervignano del Friuli) \| |
| Arbitro:                      | Boemo (Cervignano del Friuli) |       |             |                                                                       |

| Arbitro: | Stafoggia (Pesaro) |

|  |           |          |
|  | Marcatori | 75’ Ganz |

## Statistiche

### Statistiche di squadra
| Competizione | Punti | In casa | In casa | In casa | In casa | In casa | In casa | In trasferta | In trasferta | In trasferta | In trasferta | In trasferta | In trasferta | Totale | Totale | Totale | Totale | Totale | Totale | DR  |
| Competizione | Punti | G       | V       | N       | P       | Gf      | Gs      | G            | V            | N            | P            | Gf           | Gs           | G      | V      | N      | P      | Gf     | Gs     | DR  |
| ------------ | ----- | ------- | ------- | ------- | ------- | ------- | ------- | ------------ | ------------ | ------------ | ------------ | ------------ | ------------ | ------ | ------ | ------ | ------ | ------ | ------ | --- |
| Serie B      | 36    | 19      | 6       | 12      | 1       | 20      | 14      | 19           | 1            | 10           | 8            | 9            | 24           | 38     | 7      | 22     | 9      | 29     | 38     | -9  |
| Coppa Italia |       | 1       | 0       | 0       | 1       | 0       | 1       | 1            | 0            | 1            | 0            | 0            | 0            | 2      | 0      | 1      | 1      | 0      | 1      | -1  |
| Totale       |       | 20      | 6       | 12      | 2       | 20      | 15      | 20           | 1            | 11           | 8            | 9            | 24           | 40     | 7      | 23     | 10     | 29     | 39     | -10 |

### Statistiche dei giocatori
| Giocatore       | Serie B  | Serie B | Serie B     | Serie B    | Coppa Italia | Coppa Italia | Coppa Italia | Coppa Italia | Totale   | Totale | Totale      | Totale     |
| Giocatore       | Presenze | Reti    | Ammonizioni | Espulsioni | Presenze     | Reti         | Ammonizioni  | Espulsioni   | Presenze | Reti   | Ammonizioni | Espulsioni |
| --------------- | -------- | ------- | ----------- | ---------- | ------------ | ------------ | ------------ | ------------ | -------- | ------ | ----------- | ---------- |
| M. Amato        | 9        | 0       | ?           | ?          | ?            | ?            | ?            | ?            | 9+       | 0+     | ?           | ?          |
| M. Battara      | 38       | -38     | ?           | ?          | ?            | ?            | ?            | ?            | 38+      | -38+   | ?           | ?          |
| E. Carruezzo    | 35       | 5       | ?           | ?          | ?            | ?            | ?            | ?            | 35+      | 5+     | ?           | ?          |
| G. Ceramicola   | 33       | 5       | ?           | ?          | ?            | ?            | ?            | ?            | 33+      | 5+     | ?           | ?          |
| A. Ciraci       | 3        | 0       | ?           | ?          | ?            | ?            | ?            | ?            | 3+       | 0+     | ?           | ?          |
| C. Della Pietra | 29       | 0       | ?           | ?          | ?            | ?            | ?            | ?            | 29+      | 0+     | ?           | ?          |
| G. Di Sarno     | 33       | 0       | ?           | ?          | ?            | ?            | ?            | ?            | 33+      | 0+     | ?           | ?          |
| G. Donatelli    | 27       | 0       | ?           | ?          | ?            | ?            | ?            | ?            | 27+      | 0+     | ?           | ?          |
| C. Ferrara      | 31       | 0       | ?           | ?          | ?            | ?            | ?            | ?            | 31+      | 0+     | ?           | ?          |
| F. Fratena      | 27       | 1       | ?           | ?          | ?            | ?            | ?            | ?            | 27+      | 1+     | ?           | ?          |
| E. Gallo        | 1        | 0       | ?           | ?          | ?            | ?            | ?            | ?            | 1+       | 0+     | ?           | ?          |
| G. Gasperini    | 35       | 1       | ?           | ?          | ?            | ?            | ?            | ?            | 35+      | 1+     | ?           | ?          |
| M. Iuliano      | 2        | 0       | ?           | ?          | ?            | ?            | ?            | ?            | 2+       | 0+     | ?           | ?          |
| C. Lombardo     | 29       | 0       | ?           | ?          | ?            | ?            | ?            | ?            | 29+      | 0+     | ?           | ?          |
| N. Martini      | 22       | 1       | ?           | ?          | ?            | ?            | ?            | ?            | 22+      | 1+     | ?           | ?          |
| D. Pasa         | 36       | 12      | ?           | ?          | ?            | ?            | ?            | ?            | 36+      | 12+    | ?           | ?          |
| M. Pecoraro     | 38       | 2       | ?           | ?          | ?            | ?            | ?            | ?            | 38+      | 2+     | ?           | ?          |
| F. Pisicchio    | 17       | 2       | ?           | ?          | ?            | ?            | ?            | ?            | 17+      | 2+     | ?           | ?          |
| V. Rodia        | 24       | 0       | ?           | ?          | ?            | ?            | ?            | ?            | 24+      | 0+     | ?           | ?          |
| C. Urbano       | 7        | 0       | ?           | ?          | ?            | ?            | ?            | ?            | 7+       | 0+     | ?           | ?          |
| A. Zennaro      | 11       | 0       | ?           | ?          | ?            | ?            | ?            | ?            | 11+      | 0+     | ?           | ?          |